# Danilo Fernandes

Danilo Fernandes Batista (Guarulhos, São Paulo, Brasil, 3 de abril de 1988) es un futbolista brasileño. Juega de portero y su equipo actual es el Bahia de la Serie A de Brasil.

## Trayectoria
Formado en las inferiores del Corinthians, Danilo Fernandes fue promovido al primer equipo del club en la temporada 2010.
En 2015 fichó por el Sport Recife, donde solo jugó una temporada. En 2016 fichó por el Internacional de Porto Alegre. 
En 2021 fue al Bahía, donde fue el portero titular en el Brasileirão, donde el equipo terminó relegado. 
En 2022, los aficionados de Bahía, insatisfechos con la situación del equipo, lanzaron una bomba al autobús que llevaba a la plantilla para el partido contra Sampaio Corrêa, por la Copa del Nordeste. Danilo fue alcanzado por fragmentos de vidrio en el ojo y casi se quedó ciego.   A pesar de esta situación, el portero permaneció en el equipo y fue importante para el regreso del Tricolor a la Serie A.
En 2023, Danilo Fernandes sufrió muchas lesiones y perdió espacio ante el portero Marcos Felipe. En 2024 también sufrió lesiones, pero fue fundamental en la clasificación del Escuadrón para la Copa Libertadores 2025, al tener una gran actuación en la última ronda del Brasileirão contra el Atlético Goianiense. Con esto, tuvo el contrato renovado hasta 2025. 

## Selección nacional
En enero de 2017 fue citado a la selección de Brasil por Tite para un encuentro amistoso contra Colombia; solo fueron citados jugadores del medio local, sin embargo no debutó.

## Estadísticas
Actualizado hasta el 24 de septiembre de 2024

### Clubs
| Club          | Temporada | Ligas nacionales | Ligas nacionales | Copas nacionales | Copas nacionales | Copas internacionales¹ | Copas internacionales¹ | Otros torneos² | Otros torneos² | Total | Total |   |
| Club          | Temporada | Part.            | Goles            | Part.            | Goles            | Part.                  | Goles                  | Part.          | Goles          | Part. | Goles |   |
| ------------- | --------- | ---------------- | ---------------- | ---------------- | ---------------- | ---------------------- | ---------------------- | -------------- | -------------- | ----- | ----- | - |
| Corinthians   |           |                  |                  |                  |                  |                        |                        |                |                |       |       |   |
| 2009          | 0         | 0                | 0                | 0                | —                | —                      | 0                      | 0              | 0              | 0     |       |   |
| 2010          | 0         | 0                | —                | —                | 0                | 0                      | 0                      | 0              | 0              | 0     |       |   |
| 2011          | 2         | 0                | —                | —                | 0                | 0                      | 1                      | 0              | 3              | 0     |       |   |
| 2012          | 2         | 0                | —                | —                | 0                | 0                      | 6                      | 0              | 8              | 0     |       |   |
| 2013          | 3         | 0                | 0                | 0                | 0                | 0                      | 12                     | 0              | 15             | 0     |       |   |
| 2014          | 0         | 0                | 0                | 0                | —                | —                      | 1                      | 0              | 1              | 0     |       |   |
| Total         | 7         | 0                | 0                | 0                | 0                | 0                      | 20                     | 0              | 27             | 0     |       |   |
| Sport Recife  | 2015      | 36               | 0                | 3                | 0                | 2                      | 0                      | 4              | 0              | 45    | 0     |   |
| Sport Recife  | 2016      | 0                | 0                | 0                | 0                | 0                      | 0                      | 22             | 0              | 22    | 0     |   |
| Sport Recife  | Total     | 36               | 0                | 3                | 0                | 2                      | 0                      | 26             | 0              | 67    | 0     |   |
| Internacional | 2016      | 28               | 0                | 5                | 0                | 0                      | 0                      | —              | —              | 33    | 0     |   |
| Internacional | 2017      | 35               | 0                | 4                | 0                | 0                      | 0                      | 14             | 0              | 53    | 0     |   |
| Internacional | 2018      | 14               | 0                | 1                | 0                | 0                      | 0                      | 5              | 0              | 20    | 0     |   |
| Internacional | 2019      | 5                | 0                | 0                | 0                | 0                      | 0                      | 0              | 0              | 5     | 0     |   |
| Internacional | 2020      | 1                | 0                | 0                | 0                | 0                      | 0                      | 3              | 0              | 4     | 0     |   |
| Internacional | 2021      | 0                | 0                | 0                | 0                | 0                      | 0                      | 2              | 0              | 2     | 0     |   |
| Internacional | Total     | 83               | 0                | 10               | 0                | 0                      | 0                      | 24             | 0              | 117   | 0     |   |
| Bahía         | 2021      | 16               | 0                | 1                | 0                | 0                      | 0                      | 0              | 0              | 17    | 0     |   |
| Bahía         | 2022      | 24               | 0                | 4                | 0                | 0                      | 0                      | 8              | 0              | 36    | 0     |   |
| Bahía         | 2023      | 1                | 0                | 0                | 0                | 0                      | 0                      | 0              | 0              | 1     | 0     |   |
| Bahía         | 2024      | 0                | 0                | 0                | 0                | 0                      | 0                      | 1              | 0              | 1     | 0     |   |
| Bahía         | Total     | 41               | 0                | 5                | 0                | 0                      | 0                      | 9              | 0              | 55    | 0     |   |
| Bahía         | Total     | Total            | 167              | 0                | 18               | 0                      | 2                      | 0              | 79             | 0     | 266   | 0 |

¹ Se incluyen partidos y goles para la Copa Libertadores, Copa Sudamericana y Recopa Sudamericana 
² Se incluyen partidos y goles por Campeonatos Estatales y Regionales, Copa Mundial de Clubes de la FIFA, torneos amistosos y amistosos 

## Palmarés

### Títulos estatales
| Título              | Club          | Estado             | Año  |
| ------------------- | ------------- | ------------------ | ---- |
| Campeonato Paulista | Corinthians   | São Paulo          | 2009 |
| Campeonato Paulista | Corinthians   | São Paulo          | 2013 |
| Recopa Gaúcha       | Internacional | Río Grande del Sur | 2017 |
| Campeonato Baiano   | Bahía         | Bahia              | 2023 |
| Campeonato Baiano   | Bahía         | Bahia              | 2025 |

### Títulos nacionales
| Título         | Club        | País   | Año  |
| -------------- | ----------- | ------ | ---- |
| Serie A        | Corinthians | Brasil | 2011 |
| Copa de Brasil | Corinthians | Brasil | 2009 |

### Títulos internacionales
| Título                 | Club        | Sede            | Año  |
| ---------------------- | ----------- | --------------- | ---- |
| Copa Libertadores      | Corinthians | América del Sur | 2012 |
| Copa Mundial de Clubes | Corinthians | Japón           | 2012 |
| Recopa Sudamericana    | Corinthians | América del Sur | 2013 |